# 39429 Annebronte
39429 Annebronte este o planetă minoră (asteroid) din centura de asteroizi. A fost descoperită pe 29 septembrie 1973 la Observatorul Palomar de Cornelis Johannes van Houten și a fost numită după Anne Brontë. 
Obiectul prezintă o orbită caracterizată de o semiaxă mare de 2,4303628 UAi, o excentricitate de 0,12, o înclinație de 11,29368 ° în raport cu ecliptica.